# Municipio de South Brunswick
El municipio de South Brunswick (en inglés: South Brunswick Township) es un municipio ubicado en el condado de Middlesex en el estado estadounidense de Nueva Jersey. En el año 2010 tenía una población de 43,417 habitantes y una densidad poblacional de 408 personas por km².

## Geografía
El municipio de South Brunswick se encuentra ubicado en las coordenadas 40°23′30″N 74°32′45″O / 40.39167, -74.54583.

## Demografía
Según la Oficina del Censo en 2000 los ingresos medios por hogar en el municipio eran de $78,737 y los ingresos medios por familia eran $86,891. Los hombres tenían unos ingresos medios de $61,637 frente a los $41,554 para las mujeres. La renta per cápita para la localidad era de $32,104. Alrededor del 3.1% de la población estaba por debajo del umbral de pobreza.